# Bruno Fugmann
Bruno Fugmann (* 9. Juli 1883 in Leipzig; † 12. September 1969 in Duisburg) war ein deutscher Manager in der Montanindustrie.
Fugmann war zunächst Vorstandsmitglied bei der Hüttenwerk Rheinhausen AG und später Vorsitzender des Aufsichtsrats des Unternehmens.
Daneben war er Mitglied der Vollversammlung der Niederrheinischen Industrie- und Handelskammer und des Verwaltungsrats des Stifterverbands für die Deutsche Wissenschaft. Er war Vorsitzender der Wirtschaftsvereinigung Eisen- und Stahlindustrie und wurde später zu deren Ehrenmitglied ernannt.

## Ehrungen
- 1953: Großes Verdienstkreuz der Bundesrepublik Deutschland